# نازک‌مرغ کابوبو
نازک‌مرغ کابوبو (نام علمی: Apalis porphyrolaema kaboboensis) نام یک زیرگونه از گونه نازک‌مرغ گلوبلوطی است.